# Nádasy Erika
Nádasy Erika (Kecskemét, 1967. augusztus 17. –) Domján Edit-díjas magyar színművésznő.

## Élete és pályafutása
1985-1986 között a kecskeméti Katona József Színház kellékese volt, majd 1986-1992 között a színház énekkari tagja. 1992-1993 között a békéscsabai Jókai Színház, 1993-2011 között az egri Gárdonyi Géza Színház tagja volt. 2011-ben megalapította Szegvári Menyhérttel a Földszint 2 színházat, majd 2013-2024 között a Miskolci Nemzeti Színház színésznője. Az egri Eszterházy Károly Főiskolán pedagógus diplomát szerzett. 2024-ben úgy döntött, elhagyja a színészi pályát.

## Magánélete
Férje, Szegvári Menyhért rendező volt. Egerszalókon él.

## Fontosabb színházi szerepei
- Rózsi – Huszka Jenő-Martos Ferenc: Gül Baba, R.: Szegvári Menyhért, Gárdonyi Géza Színház (2011)
- Winnie – Samuel Beckett: Ó, Azok A Szép Napok, R.: Szegvári Menyhért, Földszint 2. (2011)
- Miréna Lock – Szakcsi Lakatos Béla-Csemer Géza: Cigánykerék, R.: Szegvári Menyhért, Gárdonyi Géza Színház (2010)
- Camille – Nagy András: Camille, R.: Szegvári Menyhért, Gárdonyi Géza Színház
- Angel  – Kander-Ebb: Görkorcsolyapálya  R: Szegvári Menyhért, Gárdonyi Géza Színház
- Lakó Néni – Horváth Péter: Kerti Mulatság Avagy Írók A Fogason, R.: Szegvári Menyhért, Gárdonyi Géza Színház (2010)
- Anya – Kertész Lilly, Fábri Péter: Látogatók, R.: Blaskó Balázs, Gárdonyi Géza Színház (2010)
- Titánia – W. Shakespeare: Szentivánéji Álom, R.: Radoslav Milenković, Gárdonyi Géza Színház (2009)
- Morton Mama – Kander-Ebb-Fosse: Chicago, R.: Csizmadia Tibor, Gárdonyi Géza Színház (2009)
- Szása – Michael Frayn: Vadméz, R.: Radoslav Milenković, Gárdonyi Géza Színház (2009)
- Uljana Andrejevna – M. A. Bulgakov: Iván, A Rettentő, R.: Szegvári Menyhért, Gárdonyi Géza Színház (2008)
- Egérfül Asszonyság – Csajkovszkij: Diótörő, R.: Barta Dóra, Gárdonyi Géza Színház (2008)
- Mrs. Johnstone – Willy Russel: Vértestvérek, R.: Szegvári Menyhért, Gárdonyi Géza Színház (2007)
- Eleonóra – Sławomir Mrožek: Tangó, R.: Radoslav Milenković, Gárdonyi Géza Színház (2007)
- Marika – Háy János: A Pityu Bácsi Fia, R.: Szegvári Menyhért, Gárdonyi Géza Színház (2006)
- Sárbogárdi Jolán – Parti Nagy Lajos: Ibusár, R.: Szegvári Menyhért, Földszint 2. (2006)
- Nancy – Lionel Bart: Oliver, R.: Szegvári Menyhért, Gárdonyi Géza Színház (2006)
- A Nők – Ödön Von Horváth: Don Juan Megjött A Háborúból, R.: Radoslav Milenković, Gárdonyi Géza Színház, (2005)
- Kvasnya – Makszim Gorkij: Éjjeli Menedékhely, R.: Máté Gábor, Gárdonyi Géza Színház (2005)
- Rakonc – Békés Pál: A Félőlény, R.: Csizmadia Tibor, Gárdonyi Géza Színház (2004)
- Mór Nő – Fábri Péter: Legyetek Jók, Ha Tudtok, R.: Szegvári Menyhért, Gárdonyi Géza Színház (2004)
- Olga – A.P. Csehov: Három Nővér, R.: Radoslav Milenković, Gárdonyi Géza Színház (2004)
- Katharina Blum – Heinrich Böll, Bereményi Géza: Katharina Blum Elveszett Tisztessége, R.: Galambos Péter, Gárdonyi Géza Színház (2003)
- Donna – Steven Berkoff: Nyafogók, R.: Görög László, Gárdonyi Géza Színház (2003)
- Dorina – Anconai Szerelmesek, R.: Szegvári Menyhért, Gárdonyi Géza Színház (2003)
- Kocsma Jenny – Brecht-Weill: Koldusopera, R.: Keszég László, Gárdonyi Géza Színház, (2002)
- Shirley – Willy Russell: Én, Shirley, R.: Szegvári Menyhért, Gárdonyi Géza Színház (2002)
- John Cassavetes: Férjek, R.: Galambos Péter, Gárdonyi Géza Színház (2002)
- Boriska – Heltai Jenő: A Tündérlaki Lányok, R.: Szegvári Menyhért, Békéscsabai Jókai Színház (2001)
- Szimkinszkyné – Mikszáth Kálmán: Szent Péter Esernyője, R.: Beke Sándor, Gárdonyi Géza Színház (2000)
- Piaf – Pamela Gems: Piaf, R.: Szegvári Menyhért, Gárdonyi Géza Színház (1999)
- Vizyné  –  Kosztolányi: Édes Anna R: Rusznyák Gábor
- Dolly  – Hello, Dolly R: Szőcs Artur Miskolci Nemzeti Színház
- Bubulina  -Zorba  R: Szőcs Artur Miskolci Nemzeti Színház
- Babi néni – Vinnai András: Vojáger R: Keszég László
- Golde – Hegedűs a háztetőn R: Béres Attila Miskolci Nem zeti Színház
- Martha – Albee: Nem félünk a farkastól R: Székely Kriszta
- Bori néni  – Karafiáth Orsolya: Macskadémon  R: Gergye Krisztián Szentendrei Theátrum
- Klütaimnesztra Euripidész: Elektra R. Szőcs Artur Miskolci Nemzeti Színház

## Díjai és elismerései
- Páholy-díj (2000)
- Napsugár-díj (2000, 2002, 2004)
- Domján Edit-díj (2006)
- Prima-díj (2009)
- Déryné színházi díj (2020)[7]